# Oxycera nigriventris
Oxycera nigriventris är en tvåvingeart som beskrevs av Friedrich Hermann Loew 1873. Oxycera nigriventris ingår i släktet Oxycera och familjen vapenflugor. Inga underarter finns listade i Catalogue of Life.